# 東光丸 (漁業取締船・3代)
東光丸（とうこうまる）は、水産庁が運用している漁業取締船。本項目では1996年に就航した3代目を取り扱う。
1971年就航で老朽化した2代目「東光丸」の代船として、住友重機械工業で建造され、1996年に就航した。
船名の揮毫は当時の農林水産大臣であった大原一三によるものである。「照洋丸」の転用までは、水産庁所属の漁業取締船で最大であった。
2代目同様、遠洋海域での国際漁業に従事する漁船の指導取締を主な任務とするが、近年の海洋資源管理の国際的な強化により、取締対象海域が北洋海域からインド洋、大西洋海域など広範囲に拡大、特に海況の厳しい高緯度海域で取締の強化が必要とされており、従来より広く海況の厳しい海域で指導取締活動を行うため、新造船は大型化、高速化が求められた。そのため、前船と比較して総トン数が約500トン増加した。北洋での行動を考慮して日本海事協会基準に準じた耐氷構造（ID級）となっており、荒天下の航海を想定して、船体海水の打ち込み防止を図った船首および船尾構造を採用、良好な耐航性、復元性、凌波性を有する。